# Deich (Our)
Die Deich ist ein knapp 2 km langer rechter und westlicher Zufluss der Our.

## Verlauf
Die Deich entspringt südwestlich von Manderfeld. Sie mündet nordwestlich von Weckerath  in die Our.